# Bieruń Nowy (gromada)
Bieruń Nowy (w latach 1970. Nowy Bieruń) – dawna gromada, czyli najmniejsza jednostka podziału terytorialnego Polskiej Rzeczypospolitej Ludowej w latach 1954–1972.
Gromady, z gromadzkimi radami narodowymi (GRN) jako organami władzy najniższego stopnia na wsi, funkcjonowały od reformy reorganizującej administrację wiejską przeprowadzonej jesienią 1954 do momentu ich zniesienia z dniem 1 stycznia 1973, tym samym wypierając organizację gminną w latach 1954–1972.
Gromadę Bieruń Nowy z siedzibą GRN w Bieruniu Nowym (obecnie w granicach Bierunia) utworzono – jako jedną z 8759 gromad na obszarze Polski – w powiecie pszczyńskim w woj. stalinogrodzkim, na mocy uchwały nr 21/54 WRN w Stalinogrodzie z dnia 5 października 1954. W skład jednostki weszły obszary dotychczasowych gromad Bieruń Nowy, Bijasowice (z wyłączeniem kolonii Jajosty), Czarnuchowice i Ściernie ze zniesionej gminy Bieruń Nowy oraz kolonia Leśna z dotychczasowej gromady Kopciowice (niektóre parcele z karty 1 obrębu Kopciowice) ze zniesionej gminy Chełm w tymże powiecie.
13 listopada 1954 (z mocą obowiązująca wstecz od 1 października 1954) gromada weszła w skład nowo utworzonego powiatu tyskiego w tymże województwie, gdzie ustalono dla niej 24 członków gromadzkiej rady narodowej.
20 grudnia 1956 województwo stalinogrodzkie przemianowano (z powrotem) na katowickie.
1 lipca 1963 do gromady Bieruń Nowy przyłączono parcele nr kat. 296/2, 413/1 i 414/1 z obrębu katastralnego Kopciowice (karta mapy 2) z gromady Chełm w tymże powiecie.
W latach 1970. jednostka figuruje pod nazwą gromada Nowy Bieruń.
Gromada przetrwała do końca 1972 roku, czyli do kolejnej reformy gminnej.
1 stycznia 1973 obszar zniesionej gromady wszedł w skład gminy Bieruń Stary (obejmującej sołectwa Bijasowice, Czarnuchowice, Nowy Bieruń i Ściernie), 27 maja 1975 wraz z nią został włączony do Tychów, a 2 kwietnia 1991 znalazł się w granicach w odzyskującego samodzielność Bierunia (Starego). W 1999 roku Bieruń trafił do powiatu tyskiego w woj. śląskim, a od 2002 należy do powiatu bieruńsko-lędzińskiego tamże.